# Agadir Challenger 1992
L'Agadir Challenger 1992 è stato un torneo di tennis facente parte della categoria ATP Challenger Series nell'ambito dell'ATP Challenger Series 1992. Il torneo si è giocato a Agadir in Marocco dal 23 al 29 marzo 1992 su campi in terra rossa.

## Vincitori

### Singolare
Guillermo Pérez Roldán ha battuto in finale  Francisco Roig con il punteggio di 6–2, 2–6, 6–4

### Doppio
Mike Briggs /  Trevor Kronemann hanno battuto in finale  Per Henricsson /  Ola Jonsson con il punteggio di 6–1, 6–1